# Sozinha
Sozinha é o décimo primeiro álbum de estúdio da cantora brasileira Fafá de Belém, lançado em 1987 pela gravadora Philips.

## Faixas

### Lado A
| N.º | Título                                                    | Compositor(es)                   | Duração |  |
| 1.  | "Meu Disfarce"                                            | Carlos Roque, Carlos Colla       | 4:51    |  |
| 2.  | "Gosto"                                                   | Paulo Massadas, Michael Sullivan | 4:18    |  |
| 3.  | "Te Odeio e Te Quero (Te Odio Y Te Quiero)"               | Perez / Versão: Fafá de Belém    | 3:09    |  |
| 4.  | "Teu Imenso Amor (Tu Inmenso Amor) (Canción Para Susana)" | Perez / Versão: Fafá de Belém    | 3:50    |  |
| 5.  | "Anoiteceu"                                               | Mauro Motta, Carlos Colla        | 5:13    |  |

### Lado B
| N.º | Título                      | Compositor(es)                 | Duração |  |
| 1.  | "Sozinha"                   | J. Augusto, Paulo Sergio Valle | 4:40    |  |
| 2.  | "Frente a Frente"           | Leonardo                       | 4:08    |  |
| 3.  | "Mentiras"                  | J. Augusto, Paulo Sergio Valle | 4:07    |  |
| 4.  | "De Nosso Amor Tão Sincero" | Vitor Martins, Ivan Lins       | 5:22    |  |
| 5.  | "Cadê Você (Leila XIV)"     | Chico Buarque, João Donato     | 4:28    |  |